# مشيخة الأزهر
مشيخة الأزهر هي مبنى يقع في منطقة القاهرة الإسلامية عند تقاطع شارع الأزهر وشارع صلاح سالم وسط العاصمة المصرية القاهرة، تعتبر المشيخة مقر شيخ الأزهر ومؤسسة الأزهر الشريف، اُفتتحت في 13 سبتمبر 1999، وتم بنائها على طراز العمارة الإسلامية.

## معرض الصور

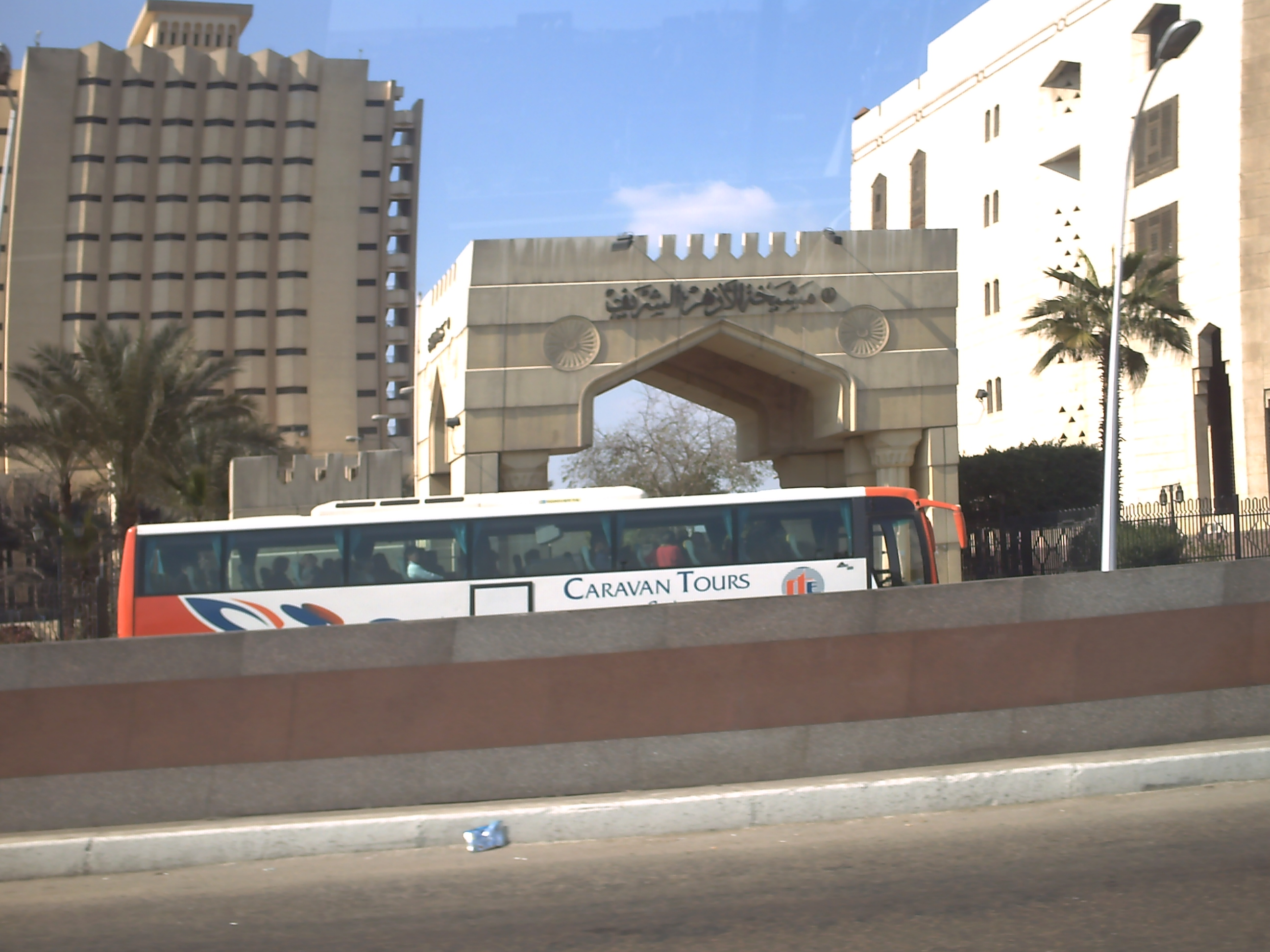
بوابة مشيخة الأزهر عبر شارع الأزهر.
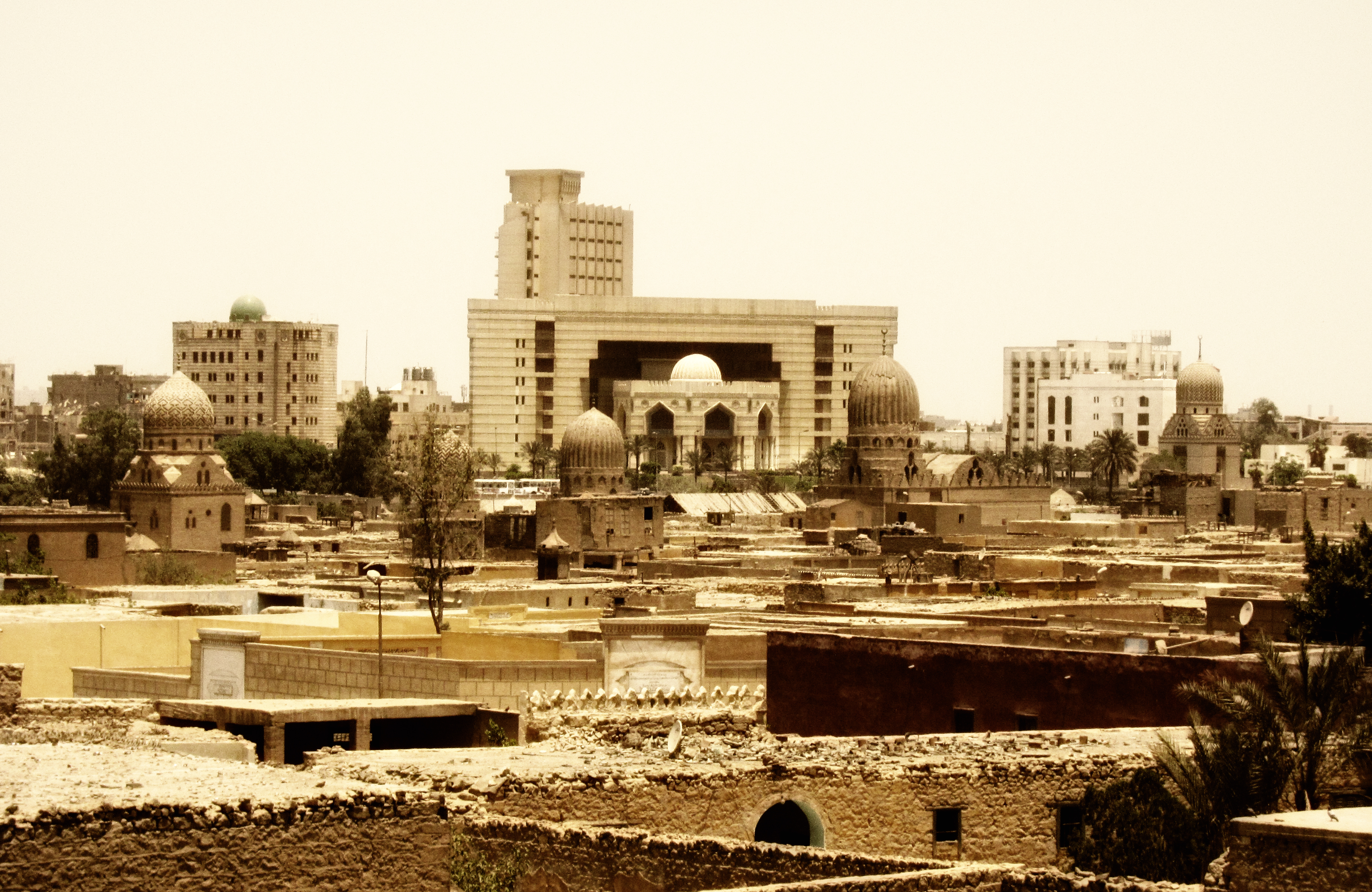
مشيخة الأزهر كما تبدو من قرافة الفسطاط.